# Ruslan Boryssenko
Ruslan Witalijowytsch Boryssenko (ukrainisch Руслан Віталійович Борисенко; englische Transkription Ruslan Borisenko; * 11. Januar 1983 in Tschernihiw, Ukrainische SSR, Sowjetunion) ist ein ehemaliger ukrainischer Eishockeyspieler und heutiger Trainer.

## Karriere
Ruslan Boryssenko begann seine Karriere als Eishockeyspieler beim HK Sokil Kiew, für dessen zweite Mannschaft er bereits als 16-Jähriger in der B-Gruppe der East European Hockey League spielte. 2000 wechselte zum HK Kiew in die A-Gruppe der EEHL. Anschließend zog es ihn nach Kanada. Die Owen Sound Attack hatte ihn beim CHL Import Draft in der zweiten Runde als insgesamt 60. Spieler gedraftet, er spielte aber für die Windsor Spitfires in der Ontario Hockey League. Nach einem Jahr in Windsor wechselte er zu den Bridgewater Bandits in die Eastern Junior Hockey League, wo er ebenfalls ein Jahr spielte. 2004 kam er für ein Jahr in die Ukraine zum HK Kiew zurück, nur um bereits ein Jahr später erneut nach Nordamerika zu wechseln und für die Kansas City Outlaws in der United Hockey League anzutreten. Nachdem die Outlaws bereits im April 2005 wegen juristischer Auseinandersetzungen um einen Sponsorenvertrag den Spielbetrieb einstellten, kehrte Boryssenko endgültig nach Europa zurück.
Zunächst spielte er bei Kristall Saratow in der Wysschaja Liga, der zweithöchsten russischen Spielklasse. Bereits während der laufenden Spielzeit ging er jedoch zum HK Liepājas Metalurgs, mit dem 2008 lettischer Landesmeister wurde. Nach diesem Erfolg wechselte er zum DHK Latgale, der damals als lettischer Klub in der belarussischen Extraliga spielte. Als das Team aus Daugavpils dieses Engagement nach nur einem Jahr beendete, nahm Boryssenko ein Angebot des neugegründeten HK Beibarys Atyrau an und wechselte in die kasachische Liga. Mit der Mannschaft aus der Stadt am Kaspischen Meer wurde er auf Anhieb Vizemeister und gewann 2011 den Landesmeistertitel. Anschließend zog es ihn die Heimat zurück und er spielte zunächst ein Jahr in der zweiten Mannschaft des HK Donbass Donezk, mit dem er nach den Titeln in Lettland und Kasachstan seinen ersten ukrainischen Titel errang. Von 2012 bis 2014 spielte er wieder in der Hauptstadt beim HK Kompanjon-Naftohas Kiew. Nachdem er mit dem Klub 2014 die Landesmeisterschaft gewonnen hatte, wechselte er nach Frankreich, wo er drei Jahre bei der Association pour le Développement du Hockey Mulhousien in der zweitklassigen Division 1 spielte und 2017 die Klassenmeisterschaft gewinnen konnte. Anschließend zog es ihn nach Rumänien, wo er beim CS Progym Gheorgheni in der rumänischen Eishockeyliga seine Karriere ausklingen ließ.

### International
Im Nachwuchsbereich stand Boryssenko für sein Heimatland zunächst bei den U18-Weltmeisterschaften 2000 und 2001 in der Top-Division auf dem Eis. Bei der U-20-WM 2003 war er in der Division I und stieg mit seiner Mannschaft in die Top-Division auf.
Für die ukrainische Eishockeynationalmannschaft der Herren wurde er dagegen erstmals im November 2012 für das Qualifikationsturnier der ersten Stufe zu den Olympischen Winterspielen 2014 in Sotschi nominiert, als er bereits 29 Jahre alt war. Zwar gewannen die Ukrainer das Heimturnier in Kiew deutlich, für die zweite Stufe der Qualifikation wurde er jedoch nicht berücksichtigt. Nachdem die Blau-Gelben dort chancenlos waren, wurde Boryssenko bei der Division-I-WM 2013 wieder berücksichtigt. Mit seinen Ukrainern gelang ihm dabei der Aufstieg aus der Gruppe B in die Gruppe A, aus der das Team im Jahr zuvor abgestiegen war.

### Trainer
Neben seiner Spielerkarriere war Boryssenko seit 2017/18 auch Trainer beim CS Progym Gheorgheni in der rumänischen Eishockeyliga. Anschließend war er drei Jahre beim ukrainischen Erstligisten Kryschani Wowky Kiew tätig, bevor er 2021 Assistenztrainer der ukrainischen U20-Juniorenauswahl wurde.

## Erfolge und Auszeichnungen
- 2003 Aufstieg in die Top-Division bei der U-20-Junioren-B-Weltmeisterschaft
- 2008 Lettischer Meister mit dem HK Liepājas Metalurgs
- 2011 Kasachischer Meister mit dem HK Beibarys Atyrau
- 2012 Ukrainischer Meister mit dem HK Donbass Donezk
- 2013 Aufstieg in die Division IA bei der Weltmeisterschaft der Division I, Gruppe B
- 2014 Ukrainischer Meister mit dem HK Kompanjon-Naftohas Kiew
- 2017 Meister der französischen Division 1 mit der Association pour le Développement du Hockey Mulhousien

## Statistik
(Stand: Ende der Spielzeit 2012/13)